# Farkas József (politikus)
Boldogfai Farkas József (Alsóbagod, Zala vármegye, 1857. január 28. – Söjtör, Zala vármegye, 1951. október 17.) politikus, jogász, felsőbagodi földbirtokos, a Katolikus Néppárt országgyűlési képviselője, Zala vármegyei közigazgatási bizottságának a tagja, a Zala megyei nemesi pénztár gondnoka 1891-től, a Zalavármegyei Gazdasági Egyesület tagja, a legitimizmus híve Zalában, 994 forintot fizető virilista.
Boldogfai Farkas József 14 évig, 1896 és 1910 között, azaz négy cikluson keresztül a zalaegerszegi választókerület országgyűlési képviselője volt az 1895-ben megalakult Katolikus Néppárt képviseletében, tehát Zala vármegye egyik legfajsúlyosabb politikusának számított. Ahhoz a politikai irányzathoz tartozott, amely a katolikus Zala megyében a legbefolyásosabbnak számított, a politikai katolicizmus táborába. Ennek legfontosabb elveit olyan konzervatív nézetek képezték, amelyek szemben álltak a 19. század végén lejátszódó modernizációval, a liberális kapitalizmus rendszerével. Ezek helyett olyan hagyományos történeti intézmények szerepét akarták megőrizni, mint a királyság, a vármegyerendszer vagy a katolikus egyház társadalmi befolyása, valamint programjuk sarkalatos elemét képezte az agrárizmus, tehát a mezőgazdaság és a földből élők érdekeinek védelme. Farkas Józsefnek képviselőként elévülhetetlen érdemei voltak abban, hogy a ma is látható impozáns zalaegerszegi zsinagóga megépülhetett. Ő vezette ugyanis 1901-ben a Zalaegerszegi Izraelita Hitközség küldöttségét báró Wlassics Gyula kultuszminiszterhez, amely sikeresen lobbizott állami támogatásért és kölcsönért.

## Élete

### Családja és származása

A boldogfai Farkas család címere.

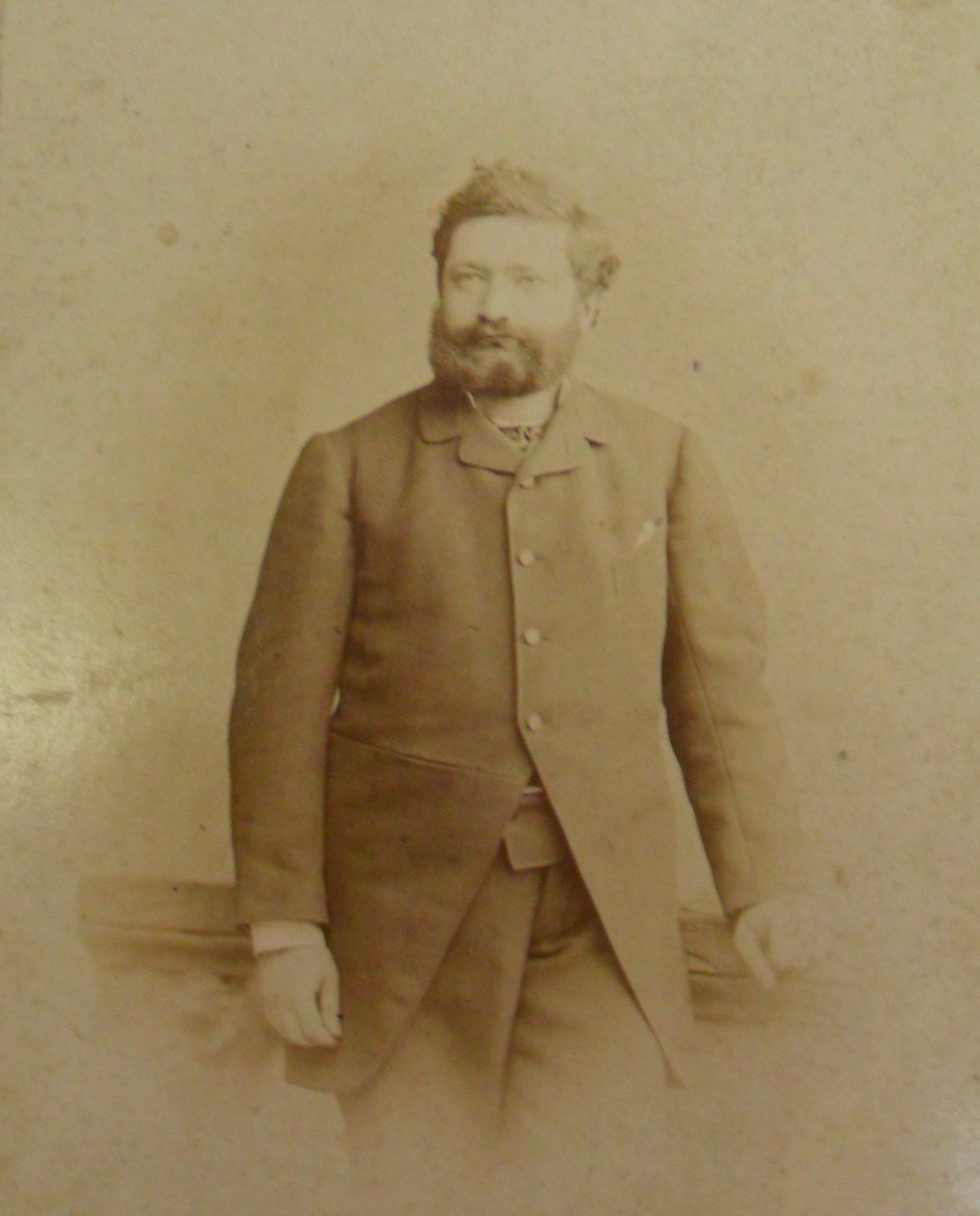
Boldogfai Farkas József (1857-1951), ifjú jogász korában.

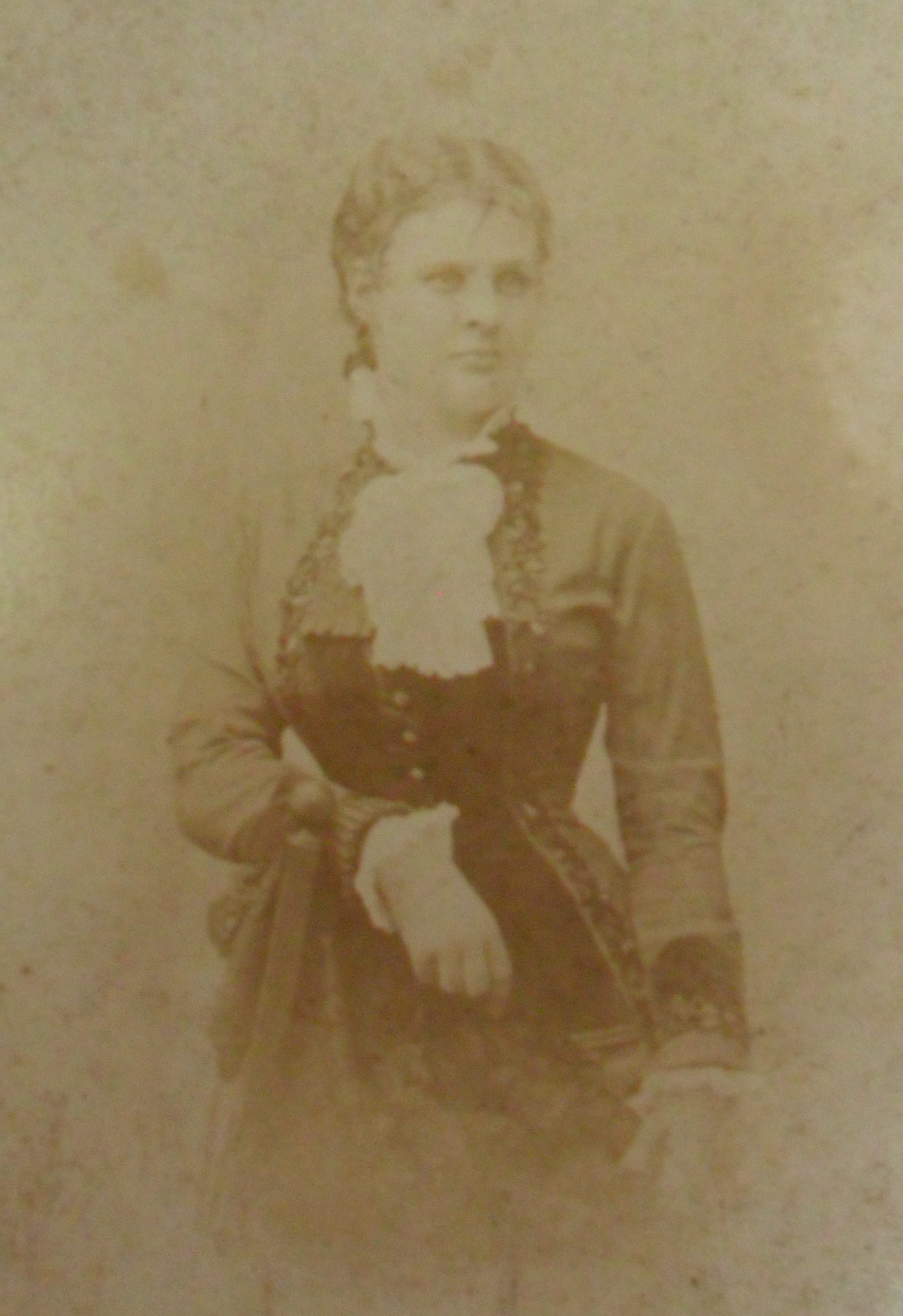
Boldogfai Farkas Józsefné lovászi és szentmargitai Sümeghy Rozália (1857-1924) úrnő

Az Zala vármegyei római katolikus ősrégi nemesi származású boldogfai Farkas családban született. Apja boldogfai Farkas Imre (1811–1876), jogász, hites-ügyvéd, egerszegi főszolgabíró, alsó- és felsőbagodi, valamint hagyárosi földbirtokos, a Zalavármegyei Gazdasági Egyesület alapító tagja, anyja a polgári származású Horváth Alojzia (1831–1919) volt. Apai nagyszülei boldogfai Farkas János (1774–1847), táblabíró, Zala vármegye helyettes alispánja, földbirtokos, aki jó barátságban volt Deák Ferenccel, valamint a besenyői és velikei Skublics család sarja, besenyői és velikei Skublics Angéla (1775–1839) asszony voltak. 
Az apai nagyapai dédszülei boldogfai Farkas János (1741–1788), táblabíró, Zala vármegye főjegyzője, Zala vármegyei Ítélőszék elnöke, földbirtokos, és a lovászi és szentmargitai Sümeghy család leszármazottja lovászi és szentmargitai Sümeghy Judit (1754–1820) úrnő voltak. Az apai nagybátyja boldogfai Farkas János (1813–1858) jogász, gyámi szolgabíró, földbirtokos volt. Farkas Józsefnek két fivére volt: boldogfai Farkas Imre (1860–1895), hagyárosi földbirtokos, valamint boldogfai Farkas Gábor (1863–1925), földbirtokos. Farkas Józsefnek az egyetlen vér szerinti unokahúga, Farkas Imre és nemesvitai Viosz Mária (1863–1935) lánya, dr. udvardi és básthi Udvardy Jenő kormányfőtanácsosné boldogfai Farkas Margit (1888–1972) úrnő, földbirtokos, a Zala megyei Magyar Nők Szentkorona Szövetségének az ügyvezető elnöke, a Göcseji Egyesület társelnöke.

### A kezdetek
Boldogfai Farkas József Zalaegerszegen, Kőszegen és Sopronban végezte a gimnáziumi tanulmányait és a budapesti egyetemen pedig a jogot. Politikai pályát későn kezdte (majdnem 40 évesen) és a zalaegerszegi kerület megválasztott Katolikus Néppárti képviselője lett.
Az alsóbagodi családi kúriában lakott feleségével és gyermekeivel, és fiatal korában a jelentős nagyságú földbirtoka gazdálkodásával foglalkozott. Apja halála után két fivérével, ifjabb Farkas Imrével és Farkas Gáborral (1863–1925) osztozkodott: ifjabb Farkas Imre megkapta a hagyárosi 355 kh-as birtokot, Farkas Gábor alsóbagodi 158 kh-as jobb földminőségű birtokot, és Farkas József a 387 kh-as felsőbagodot. Jótékony úrként ismerték a helybeliek, például több ízben jelentékeny összeget ajándékozott a szegény alsóbagodi iskolás gyermekeknek tankönyvekkel való felszerelésére, ahogy 1882-ben említették a Zalamegye című újságban; ekkor 5 forintot is küldött a boncódföldi iskolaszékhez ugyan e jótékony célból. Emellett Farkas József az alsóbagodi világi iskolaszéki elnök is volt.
Aktívan vett részt a Zala megyei gazdasági egyesületben már 1883-ban, amelynek alapító tagja is volt sógora Csertán Károly (1845–1919), aki 1886 és 1906 között a zalai alispáni tisztséget töltötte be, valamint boldogfai Farkas Ferenc (1838–1908), andráshidai földbirtokos, a vármegye számvevője, aki Farkas József édesapjának, idősebb Farkas Imrének, az elsőfokú unokatestvére volt. Farkas József és Farkas Ferenc jó baráti viszonyt ápoltak; és Farkas József két ízben lett keresztapja Farkas Ferenc gyermekeinek. Farkas József tevékeny szerepet töltött be a gazdasági egyesületben, 1888-ban a zalaegerszegi lótenyésztés bizottsági járásköri elnöke volt. 1890. január 14-én a megyei közigazgatási bizottság bocsári Svastics Benó főispán elnöklete alatt, a rendes közgyűlésén a bizottság tagjává választották Józsefet.
Az akkori sajtóknak köszönhetően belepillanthatjuk a nemes lelkébe is. Egy 1891-ben zajlott esemény megöröklődött, amikor a januári nagy hó veszélye miatt Farkas József figyelmeztetett két Bécs felé tartó osztrák utazót, akiket majd "igazi magyar vendégszeretettel fogadta" kúriájában egy napig. 1891. április 15-étől alapítványi gondnoka volt a Zalamegyei nemesi és alapítványi választmánynak.
A gazdakör állat és terménykiállítást szervezett Nagylengyelben 1894-ben Farkas József elnöksége alatt. A kiállítás szeptember 30-án zajlott és fényesen sikerült. Maga József szarvasmarhaival kapott elsőrendű díszoklevelet a főispántól, ahogy a helybeli strauszenberghi Strausz Sándor (1831–1922) a gazdakör jegyzője másodrendűt is kapott. A kiállítás helyszíne nem volt véletlen, mivel Strausz Sándor nagylengyeli földbirtokosnak az elhunyt neje, boldogfai Farkas Krisztina (1837–1883) volt, boldogfai Farkas Ferenc, andráshidai földbirtokosnak a nővére volt.

### Politikai pályafutása
Anélkül, hogy a gazdálkodást elhanyagolná, a politikai életbe lépett: szorgalmasan tevékenykedett gróf Zichy Nándor, majd gróf Zichy Aladár mellett, a Katolikus Néppárt létrehozásában és működtetésében. A zalaegerszegi választó kerületben a néppárt gyűlését 1896. október 18-án délelőtt tartotta a Kaszaházi vendéglő udvarában. A gyűlést Balaton József zalaegerszegi apátplébános nyitotta meg, üdvözölvén a szép számmal megjelent választókat, majd fejtegette a néppárt elveit, mely után boldogfai Farkas József bagodi földbirtokost ajánlotta képviselő-jelöltül, amit a jelenvoltak éljenzéssel egyhangúlag elfogadtak.
1896. október 28-án zajlott az országgyűlési képviselői választás Zala megyében a zalaegerszegi kerületért; Farkas József 1984 szavazatot, dr. Klamarik János 811 szavazatot kapott és így boldogfai Farkas József földbirtokost 1173 szavazattöbbséggel megválasztották a zalaegerszegi kerületi országgyűlési képviselőnek. Farkas József megválasztott országgyűlési képviselő a választás befejeztével a „Korona" szálló előtt egybegyűlt választóival a szálló emeleti helyiségéből tudatta a választás eredményét, arait azok szűnni nem akaró éljenzés között vettek tudomásul.
A zalaegerszegi kerület Katolikus Néppárti képviselőként, boldogfai Farkas József 1900. szeptember 23-án tartott beszédet Sümegen, a Flórián téren, ahol egy 2000 fős tömeg gyűlt össze. Beszéde alatt Darányi Ignácnak elismerést adott, elítélte a 32 éves liberális kormányzatot, valamint követelte az egyházpolitikai törvények revízióját is. A néppárti politikai felfogása tökéletesen megismerhető abból az 1899-ben elhangzott országgyűlési beszédéből, amikor azt jelentette ki, hogy "pártállásomra nézve még mindig a néppárthoz tartozom, még pedig tiszta meggyőződésből, abból a meggyőződésből, mely bennem él, hogyha egyáltalában megtarthatjuk a magyar hazát magyarnak, csakis azok alatt a jelszavak alatt lehet megtartani, a mik röviden kifejezve, vallásosság és a legridegebb agrárizmus. Természetesen ezalatt értem a kisiparos támogatását is, mert hiszen ez a legjobb fogyasztója a földmivelő népnek, és egyiknek a jóléte feltételezi a másiknak a jólétét. Indokolom álláspontomat a következőkkel. Szerintem minden állam csak azon az alapon állhat fenn, a melyen alapúlt. Azt talán a legnemzetközibb szabadkőműves sem állíthatja, hogy Magyarország nem a keresztény hitelvek alapján épült volna fel és a magyar ezer esztendeig ezen az alapon állott fenn; hazafiságának egyik legkitűnőbb képviselője, a ki születésénél, vagyonánál és tudományánál fogva megérdemli, hogy ellenfelei is tiszteljék, a néppártot orvvadásznak neveztek. Nem szeretek magamról beszélni, mert érzem azt, hogy thémáim bármily szükkörűek legyenek is, mindig érdekesebbek, mintha magamról beszélek. De mégis kötelességemnek tartok egy dolgot megemlíteni. Oly vidéken lakom, mely tiszta magyarságból áll. Szerény családom ezen a földön tartotta fenn magát századokon keresztűl. Magamat is annak a földnek jövedelméből neveltek fel férfiúvá, és magam is, midőn mindennapi kenyeremért Istenemhez imádkozom, úgy esedezem, hogy magyar föld legyen az mindig, melyből megkereshessem." Később ugyan ez alatt a beszéde alatt azt mondta, hogy "az igazi emberszeretet törvényeit igyekeztem mindig gyakorolni. A demagógiát és a kozmopolitaságot épen nem szeretem. Pedig ezt fogják rá a néppártra, azon magatartása miatt, hogy a földadó leszállítását és a börze-adó behozatalát hangoztatja. Ismét magamra hivatkozom. Beszámolómkor hallgatóságom legnagyobb része vidéki földmívelőkből állt. Akkor nyíltan megmondottam, hogy sokkal inkább tisztelem az ő értelmiségük fokát, de magamat is, hogy sem oly badarságot állítsak, hogy, ha mi kerülünk kormányra, adót fizetni nem kell; mert a ki ismeri a magyar népet, különösen a zalamegyei népet, az tudja, hogy badarsággal nem lehet őket vezetni. Köztük születtem, elismerem, részben tőlük élek, de a tisztességnek, önzetlenségnek, szótartásnak és az elvek melletti kitartásnak oly példáit láttam náluk, a melyekről csak tisztelettel lehet beszélni, és a mely az intelligens osztálynak is becsületére válhatnék. Igenis, a földadó leszállítása a pártnak, melyhez tartozni szerencsém van, programmpontját képezi, de hát hiszen ez nem egyedül a néppártnak a hitvallása".
1901 az újabb országgyűlési választások közeledtével Farkas József, Zalaegerszeg kerületének országgyűlési képviselője politikai kampányát erélyesen vitte. 1901. augusztus 20-án Szentistván király napján tartotta beszámolóját Alsóbagodon és pedig nagy ünnepséggel nemcsak azért hogy az ott levő búcsú miatt is a környéknek óriási népe verődött össze, hanem azért is, mert a képviselőnek fényes nagy kísérete volt a néppárti képviselőknek és a szomszédbeli községek papságának köréből. Gróf Zichy Aladár képviselő nyitotta meg a beszédek sorát Szent István királyról véve a textust, hangsúlyozva, hogy a haza és nemzet fogalma elválaszthatatlan a vallásosságtól; megválasztásra ajánlotta az akkori képviselőt. 1901. október 2-án a zalaegerszegi kerületnek a 4200 választó közül alig egy negyed szavazott. A választás elég csendes és rendes volt. A két jelölt közül Dr. Hajós Ignác Ugron-pártira csak 84 szavazott és délután 3-kor visszalépett, Farkas József addigi néppárti követet 500—600 szavazattöbbséggel képviselőnek választották; délután 5 órakor vette át a mandátumot és a zalaegerszegi főtéren beszédet tartott a népnek.
1901. december 12-én boldogfai Farkas József országgyűlési képviselő vezetett egy küldöttséget Budapestre, amely Wlassics Gyula vallás- és közoktatás minisztertől személyesen kérte, hogy támogasson egy izraelita imaház építését Zalaegerszegen, ahhoz a tényhez folyamodván, hogy a miniszter mint zalaegerszegi szülötte jól ismeri a hitközség helyzetét. Egyre jobban vállalt közszerepet a megyében, a közigazgatási segéd és kezelő tisztviselők országos segítő egylete mint szövetkezett 1902. május 4-én tartottak Zalaegerszegen alakuló közgyűlést, ahol elnökké Farkas József országgyűlési képviselőt a zalaegerszegi lakósok választották meg.
1903-ban, Deák Ferenc születésének századik évfordulóján nagyszabású eseményként tisztelgést szerveztek meg Söjtörön, Deák Ferenc szülőtelepülésén. Pajthy Elek misét tartott, és a gyülekezet körmenetben a kastélyhoz vonult koszorúzni, ahol majd boldogfai Farkas József országgyűlési képviselő beszédet mondott, „a nemzeti zászlók a házakra kitűzendők”. Két évvel később, 1905. január 29-én újra lett országos képviselő Farkas József, aki igazi döntő győzelmet aratott a szabadelvű párt jelöltjével, Veszter Imrével szemben, aki kudarcát látva visszalépett. A zalaegerszegi kerületben 1906. május 6-án újra választották meg Farkas Józsefet néppárti képviselőnek Szmnecz Emil függetlenségi képviselővel szemben 800 szótöbbséggel.
Az új-konzervatív zalai politikai elit számára komoly erőpróbát hozott az 1905–1906-os magyarországi belpolitikai válság eseménysora, amelyben a megye a kormánnyal szembeszálló tábor egyik zászlóvivőjévé vált. A kibontakozó politikai válságban az ellenzék a passzív rezisztenciát választotta, s elutasított minden együttműködést vagy egyezkedést a kormányzattal. Az ellenállást egy 60 tagú grémium irányította, amelynek összetétele jól reprezentálta a megye politikai elitjének hangadó társadalmi csoportjait. Ennek gerincét a birtokos rétegek és a soraikból kikerülő tisztviselői apparátus szövetsége képezte. A szövetkezett ellenzék vezérei a megyében élő Batthyány grófok és az ezer holdon felüli nagybirtokosok mellett a Függetlenségi és 48-as Párt helyi elnöke, Bosnyák Géza, valamint Eitner Zsigmond és a néppárti Farkas József voltak. A kormány az ellenállás letörésére, a megye élére a leváltott főispán helyére kormánybiztost, majd annak teljes kudarca után királyi biztost nevezett ki. Mindkét kirendelt személy a hivatalát csak komoly katonai kíséret segítségével tudta elfoglalni. 1906 április elején létrejött az egyezség az uralkodó és az ellenzék között, amely Zala megyében is az „alkotmányvédők" diadalát hozta. 1906. április 12-én szerepelt az újságban, hogy: "A fővárosi lapokból olvassuk, hogy vármegyénk főispánja Farkas József z. egerszegi volt képviselő lesz." Hetekig nyílt kérdés volt, hogy Festetics Tasziló gróf, Farkas József, vagy Hertelendy Ferenc legyen-e a főispán. Később, 1906. április 23.-án, a zalai főispáni széket végül a 60-as bizottság elnöke, gróf Batthyány Pál (1860–1934) foglalta el.
1908. február 27-én boldogfai Farkas József részt vett mint tagja egy küldöttségben, amely Budapestre utazott gróf németújvári Batthyány Pál zalai főispánnal, Darányi Ferenccel, Nyáry Bélával és Eitner Zsigmonddal. A küldöttség a közoktatásügyi és honvédelmi miniszterekkel találkoztak, hogy kijárjanak a közterhektől roskadozó adózók részére egy kis könnyebbítést.
Gróf Batthyány Pál zalai főispán lemondása ismertetése után 1909-ben, szmrecsányi Szmrecsányi György és iszkázi Árvay Lajos alispán mellett, boldogfai Farkas József urat is javasolták mint a lehetséges következő zalai főispán. Farkas József azonban hivatalosan kijelentette, hogy nem vállalja a főispánságot. 1909. november 28-án szerepelt az újságban azt, hogy: "Beavatottak tudni vélik, hogy első sorban Farkas Józsefet, a zalaegerszegi kerület orsz. képviselőjét óhajtaná a kormány kineveztetni, Farkas József azonban nem vállalja a főispánságot. Azután gróf Somsich Bélát, majd Szmrecsányi György képviselőt emlegették. Hir szerint, amennyiben Farkas Józsefet nem lehetne ellenkező elhatározásra birni, Szmrecsányi György áll az előtérben." A hivatalt végül jóval később majd csak 1911. szeptember 21-én foglalta el dr. sipeki Balás Béla. Az 1910-es általános országgyűlési választások alkalmával a Justh-párt hívét, gróf Batthyány Pált, a vármegye volt főispánját, a zalaegerszegi kerületi képviselővé választották 1109 szótöbbséggel Farkas József néppártival szemben. Zalaegerszegen 1910. június 1-jén, gróf Batthyány Pál vett részt mint a zalaegerszegi kerület jelöltje a Függetlenségi és 48-as (Justh) Párt számára a nagy ellenfelével, a Katolikus Néppárti boldogfai Farkas József volt országgyűlési képviselővel szemben. Batthyány Pál gróf ekkor 1109 szótöbbséggel győzött és az 1910-1915-i ciklusra országgyűlési képviselővé választották. 1910-re a zalaegerszegi kerületben mintegy 4700 választó volt és abból szavazott 3443. A hosszú kampány után, gróf Batthyány Pál nyert 2276 szavazatot, boldogfai Farkas József pedig 1167-et. Ezután Farkas József egyre ritkábban vállalt közszerepet, és inkább a bagodi birtoka igazgatásával foglalkozott. 1921-ben Farkas József Zala vármegye múltjára nézve igen értékes adatokat tartalmazó oklevelet adományozott a zalamegyei levéltárnak; azok közül több darab a mohácsi vész előtti időkről származott.

### Utolsó évei
A Horthy-korszak alatt boldogfai Farkas József és fia, boldogfai dr. Farkas Tibor, legitimista létükben, éles ellenzéki álláspontot képviseltek a kormánnyal szemben. 1929. július 29-én boldogfai Farkas József, korára és politikai pályafutására való tekintettel, örökös megyebizottsági tagságot kapott; erről azonban tiltakozásképpen lemondott, ami megyeszerte nagy feltűnést keltett. Az alispánnak intézett lemondó levelében Farkas József azt közölte vele, hogy "lelkiismeretem ellen cselekedném, azon kormányzati rendszert, ha támogatnám, akik koronás királyom ellen a budaörsi eljárást rendezték és akik a múlt képviselő választásokat is oly félisteni erkölcsi függetlenséggel eszközölték". Farkas József, aki egykor élénk politikai életet élt, akkor nyilvánosan elárulta a Horthy-korszak alatti visszavonulásának az okát, amikor ugyanebben a cikkben közölték az elveit: "évek óta az adófizetésen kívül a jelenlegi kormányrendszerrel nem érintkeztem és csakugyan még álmomban sem kísértett az a szándék, hogy a jelenlegi éra alatt bármiféle szerepre vállalkozzam".
1951-ben hunyt el 94 éves korában Söjtörön.
Fiai Farkas Dénes és Farkas Tibor követték apjuk nyomdokait és politikai pályán indultak.

## Házassága és leszármazottjai

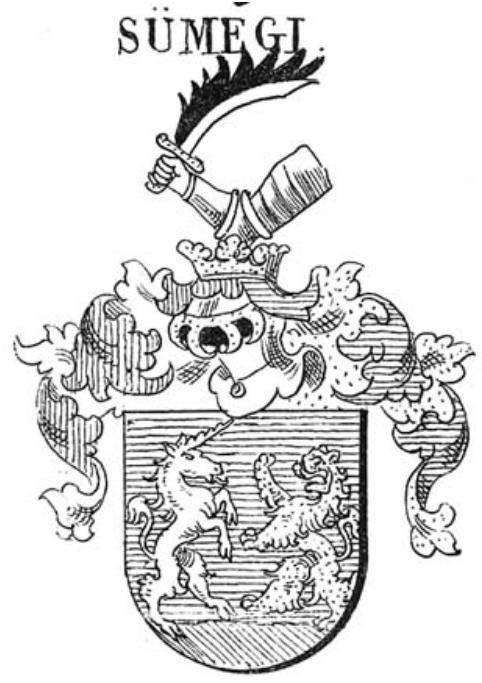
A lovászi és szentmargithai Sümeghy család címere.

1879. február 22-én Söjtörön feleségül vette tekintélyes zalai nemesi lovászi és szentmargitai Sümeghy családból való lovászi és szentmargitai Sümeghy Rozália (Söjtör, 1857. december 19. – Felsőbagod, 1924. március 27.) kisasszonyt, akinek az atyja, lovászi és szentmargitai Sümeghy Ferenc (1818–1869), országgyűlési képviselő, földbirtokos, Deák Ferenc jó barátja, anyja, séllyei Séllyey Magdolna (1822–1901) asszony volt. Sümeghy Rozália előkelő felmenői között a nádasdi Nádasdy- a tarródi és németszecsődi Tarródy-, a meszléni Meszlényi-, és több más ősrégi nemesi családok találhatók. Másrészt, Sümeghy Rozália elsőfokú unokatestvére, felsőeőri Bertha Julianna (1817-1873) asszonyság, akinek a férje, dukai és szentgyörgyvölgyi Széll József (1801–1871), Vas vármegye főispáni helytartója; ők dr. Széll Kálmán (1843–1915) miniszterelnöknek a szülei voltak. Farkas József és Sümeghy Rozália fényes esküvőjén a tanúk besenyői és velikei Skublics István (1826–1899), a zalaegerszegi járás volt főszolgabírája és bocsári Svastits Benő (1833–1910) Zala megyei alispán voltak. A nyoszolyó-leányok a menyasszony két testvére, Sümeghy Mária (1849–1885) és Sümeghy Magda (1855–1929), a majdani Csertán Károlyné, valamint Kerkápoly Magdolna (1862-1950), a menyasszony unokatestvére; vőfélyek Gózony László (1848–1929), zalai főjegyző, hertelendi és vindornyalaki Hertelendy József (1855–1907), földbirtokos, és névedi Botka Ferenc (1856-1900); az esketést bocsári Svastics Károly (1803-1882) keszthelyi plébános, hahóti apát végezte a söjtöri plébános és a szent-lászlói zárdafőnök segédlete mellett; az esküvő után a fiatal pár Felső-Bagódba, a vőlegény birtokára utazott. Farkas József és Sümeghy Rozália házasságából három gyermek született:
- boldogfai Farkas Kálmán Ferenc Elek (*Felsőbagod, Zala vármegye, 1880. október 5. –† Szombathely, 1944. április 16.), zalaszentgróti főszolgabíró, felsőbagodi földbirtokos. Nőtlen.
- boldogfai dr. Farkas Tibor József Imre (*Felsőbagod, 1883. április 14. –† Zalaegerszeg, 1940. március 26.), jogász, országgyűlési képviselő, huszárkapitány, alsóbagodi földbirtokos. Neje pálfiszeghi Pálffy Judit.
- boldogfai Farkas Dénes Imre Gábor (*Felsőbagod, 1884. október 1. –† Budapest, 1973. augusztus 11.), országgyűlési képviselő, földbirtokos. Neje szentjánosi Szűcs Mária.